# Carl Keenan Seyfert
Carl Keenan Seyfert (11 de febrero de 1911, Cleveland-13 de junio de 1960, Nashville) fue un astrónomo estadounidense.
Es sobre todo conocido por su artículo científico de 1943 sobre los rayos de emisión altamente excitados provenientes del centro de algunas galaxias con forma de espiral, llamadas galaxias de Seyfert en su honor. El Sexteto de Seyfert, un grupo de galaxias, lleva también su nombre.

## Biografía
Seyfert pasó su infancia en Cleveland, y posteriormente estudió en la universidad de Harvard a partir de 1929, donde se graduó y más adelante, en 1936, se doctoró. El título de su tesis era «Estudio de galaxias externas», versando sobre los colores y la luminosidad de las galaxias.
Ese mismo año se unió al grupo del nuevo Observatorio McDonald de Texas, donde participó en la puesta en servicio de la institución. Permaneció allí hasta 1940, trabajando con Daniel M. Popper sobre las propiedades de las estrellas débiles de tipo B y continuando su trabajo sobre los colores de las galaxias espirales.
En 1940 se trasladó al Observatorio del Monte Wilson como miembro del National Research Council. Se quedó allí hasta 1942, estudiando un tipo de galaxias activas llamadas ahora galaxias de Seyfert. En 1942, volvió a Cleveland, donde enseñó técnicas de navegación al personal militar y participó en investigaciones militares secretas, continuando igualmente algunos estudios astronómicos en el Observatorio Warner y Swasey del Case Institute.
En 1946, pasó a formar parte de la facultad de la universidad Vanderbilt en Nashville, Tennessee. El programa de astronomía de aquella facultad era muy limitado en aquella época, y la universidad poseía únicamente un pequeño observatorio y un modesto programa de enseñanza. Seyfert trabajó eficazmente para mejorar el programa de enseñanza y encontrar fondos para construir un nuevo observatorio. En pocos años, obtuvo la ayuda pública de la comunidad de Nashville. Un nuevo observatorio terminó de realizarse en diciembre de 1953. Seyfert se convirtió en director del nuevo observatorio, posición que ocupó hasta su muerte.
Murió en un accidente de automóvil en Nashville el 13 de junio de 1960. Tenía 49 años.

## Su obra
Carl Seyfert publicó muchos artículos en publicaciones astronómicas, sobre una gran variedad de temas dedicados a la astronomía estelar y galáctica, así como sobre los métodos de observación e instrumentos.
En 1943, publicó un artículo sobre las galaxias de núcleo brillante que emitían luces con una línea espectral particularmente ancha. El ejemplo típico es M77 (NGC 1068); esta clase de galaxias se llama ahora galaxia de Seyfert en su honor.
Durante su visita por el Case Institute, obtuvo con Jason John Nassau las primeras imágenes en color de buena calidad de nebulosas y de espectros estelares. En 1951, observó y describió un grupo de galaxias alrededor de NGC 6027 llamado ahora Sexteto de Seyfert.
Se convirtió en un innovador activo en el dominio de los instrumentos, implicado en nuevas técnicas como el empleo en astronomía del fotomultiplicador y de técnicas de video y de control de telescopios asistidos electrónicamente.

## Publicaciones
- Seyfert, Carl K., 1943. "Nuclear Emission in Spiral Nebulae". Astrophysical Journal, 97, 28-40 (01/1943)

## Eponimia
- El grupo de galaxias denominado Sexteto de Seyfert.
- El cráter lunar Seyfert se llama así en su honor (29. 1 N, 114.6 E, diámetro 110 km).[1]
- El telescopio de 24’’ del Observatorio Dyer fue bautizado en su honor.